# Johan Peter Weisse
Johan Peter Weisse (Fluberg, 1832. augusztus 13. – 1886. március 7.) német származású norvég nyelvész és naplóíró.

## Családja
Nagyapja Brandenburgból költözött Norvégiába. Johan Peter unokatestvérét, Maja Stangot (1843–1916) vette feleségül. Maja a mérnök Olaf Stang nagynénje volt, harmadik unokatestvére volt a mérnök Theodor Stang és a politikus Emil Stang is. Egyik lányukat a politikus Gabriel Gabrielsen Holtsmark vette feleségül, így anyai nagyapja a professzor Johan Peter Holtsmarknak és Anne Holtsmarknak, illetve a festő Karen Holtsmarknak.